# Morti nel 976
| Questa pagina contiene informazioni ricavate automaticamente dalle voci biografiche con l'ausilio del template Bio e di un bot. L'aggiornamento è periodico e automatico e ricostruisce completamente la pagina. Se manca una persona in questa lista, sei pregato di non aggiungerla, ma accertati piuttosto che la sua voce biografica contenga il template Bio e che i dati anagrafici siano correttamente compilati. Se il template Bio manca, inseriscilo tu stesso o, in alternativa, metti l'avviso {{tmp\|Bio}} che ne segnala la mancanza. Se i dati riportati sono sbagliati, correggi direttamente la voce biografica; le modifiche saranno visibili in questa lista entro pochi giorni. Per chiarimenti vedi il progetto biografie. La lista contiene solo le 13 persone che sono citate nell'enciclopedia e per le quali è stato implementato correttamente il template Bio. Pagina aggiornata al 19 ott 2024. |

- 10 gennaio - Giovanni I Zimisce, imperatore bizantino
- 26 gennaio - Bruno di Verden, vescovo tedesco (n. 920)
- 11 maggio - Enrico I di Stade, nobile tedesco
- 14 giugno - Aronne di Bulgaria, nobile bulgaro
- 28 giugno - Gerone di Colonia, arcivescovo tedesco
- 11 agosto - Pietro IV Candiano, politico italiano
- 7 ottobre - Elena di Zara, regina croato
- 16 ottobre - Al-Hakam II ibn Abd al-Rahman, califfo (n. 915)
- 14 novembre - Song Taizu, imperatore cinese (n. 927)
- Arduino il Glabro, nobile franco (n. 930)
- Davide di Bulgaria, nobile bulgaro
- Giovanni di Gorze, abate franco
- Wigberto di Meißen, nobile tedesco